# Xantippa a Polyxenie
Xantippa a Polyxenie byly hispánské světice, sestry a učednice apoštola Pavla, které žily v Hispánii. Dnem jejich svátku v církvích římskokatolické a pravoslavné je 23. září.

## Život
Sestry Xantippa a Polyxenie žily na území dnešního Španělska v apoštolské době a byly jedny z prvních, které slyšely kázání evangelijní zprávy od apoštola Pavla na jeho cestě po Hispánii (Ř 15, 24-28 (Kral, ČEP). Xanthippa byla vdaná a spolu se svým mužem Probem se obrátila na křesťanství, avšak panna Polyxena byla ještě před křtem unesena prostopášným mužem, který ji odvezl na lodi do Řecka. Boží milost ji však ochránila a nedovolila, aby byla poskvrněna.
Polyxenie putovala po Řecku z místa na místo, až jednou uslyšela kázání apoštola Filipa. Ve městě Patras přijala křesťanství a byla pokřtěna apoštolem svatým Ondřejem. Stala se svědkyní zázraků svatého Ondřeje i toho, jak trpělivě snášel své utrpení a smrt. Stála u kříže, na kterém ho ukřižovali.
Po mučednické smrti svatého Ondřeje se Polyxenie vrátila do Hispánie a vzala s sebou apoštola Onesima a svou společnici Rebekku, židovskou otrokyni, s níž byla pokřtěna. Tam spolu se svou starší sestrou Xanthippou obrátila ke Kristu mnoho pohanů. Svatá Polyxenie působila v Hispánii asi čtyřicet let a hlásala evangelium. Svatá Xanthippa se podílela na práci své sestry a kázala v lidnatém městě Toledo. Svatá Polyxenie zemřela kolem roku 109, až do konce svého pozemského života si zachovala panenství.
Příběh svaté Xantippy a Polyxenie je také popsán v apokryfu Skutky Xantippy, Polyxeny a Rebeky.